# Strošinci
Strošinci is een plaats in de gemeente Vrbanja in de Kroatische provincie Vukovar-Srijem. De plaats telt 668 inwoners (2001).